# Union européenne du trot
Pour les articles homonymes, voir Union européenne (homonymie).
 (mars 2020).
L'Union européenne du trot (UET) est un organisme ayant pour objet la promotion des courses au trot et de l’élevage hippique européen.

## Histoire
En 1972, l’Union continentale pour les trotteurs — UCT — et l’Union internationale pour les courses au trot — UICT — décident à l’unanimité de créer l’Union européenne du trot (UET). La composition provisoire du présidium est de quatre représentants italiens et français de l’UICT et de quatre représentants de l'UCT. L’UET est créée en 1973, le président est le Français Pierre de Montesson et le vice-président le Néerlandais Bolwijn[Qui ?].
| Allemagne          | membre fondateur en 1973 |
| Autriche           | membre fondateur en 1973 |
| Belgique           | membre fondateur en 1973 |
| Danemark           | membre fondateur en 1973 |
| France             | membre fondateur en 1973 |
| Italie             | membre fondateur en 1973 |
| Pays-Bas           | membre fondateur en 1973 |
| Norvège            | membre fondateur en 1973 |
| Suède              | membre fondateur en 1973 |
| Finlande           | adhésion en 1974         |
| Suisse             | adhésion en 1975         |
| Espagne            | adhésion en 1977         |
| Malte              | adhésion en 1991         |
| République tchèque | adhésion en 1998         |
| Slovénie           | adhésion en 2005         |
| Estonie            | adhésion en 2006         |
| Russie             | adhésion en 2006         |
| Hongrie            | adhésion en 2008         |
| Serbie             | adhésion en 2010         |
| Lituanie           | adhésion en 2012         |
| Irlande            | adhésion en 2016         |
| Grande-Bretagne    | adhésion en 2024         |